# 真情電波
《真情電波》是一部由真人真事改編而成的電影。該影片描述一位表達能力有障礙的人，因為他對美式足球的熱愛，讓整個橄欖球贏得冠軍的故事。該影片中TL漢娜中學的美式足球教練哈爾瓊斯是由艾德·哈里斯飾演，而有表達能力障礙的主角詹姆士·羅伯特·無線電·甘迺迪是由小古巴·古丁飾演。
詹姆士·羅伯特·無線電·甘迺迪於1946年10月14日生於美國安德森·南卡羅林那。在他的成長過程中始終帶著一台收音機。也因為他的收音機幾乎寸不離身，所以小鎮裡面的人大家都叫他無線電（英文：Radio）。
他仍舊在TL漢娜中學帶領美式足球校隊。每次在美式足球比賽開始之前都會問他的球員們：「We gonna get that quarterback?」。
《真情電波》中的主角「詹姆士·羅伯特·無線電·甘迺迪」本尊，於英國哥倫比亞時間2019年12月15日過世，享壽73歲。

## 劇情
詹姆士住在美國的一個小鎮裡，但這裡的人都以異樣的眼光看他。甚至有家長看到詹姆士就趕快把小孩拉走。有一天，詹姆士跟往常一樣經過美式足球的練習場地，一顆橄欖球不小心被球員踢出場外落到他身旁來。球員強尼走過來要求詹姆士隔網子把球丟進場內，但是詹姆士拿起來看一看後，感覺很開心就把球抱回家了。沒想到這舉動引發強尼的不滿，並趁教練不在的時候把路過的詹姆士綁到球場內的球具室鎖起來。這個時候剛好教練來看到，把詹姆士放了並把強尼跟其他球員訓了一頓，還罰他們來回跑橄欖球場。教練因此注意到了詹姆士，他知道詹姆士喜歡橄欖球，所以藉故邀請詹姆士去看他們的橄欖球隊練習。此後，教練讓詹姆士留在球隊上幫忙，並且帶詹姆士一起去看他們球隊參加的每一場比賽。但此舉卻引來小鎮一兩位村民的不滿，由其是強尼的父親，認為詹姆士將會是妨礙球隊贏得冠軍的因素。
儘管如此，教練還是邀請詹姆士跟其他學生一樣到學校上課，僅管他可能聽不懂。但是此舉同樣也遭到校方的質疑。教練一直帶詹姆士去看他們橄欖球隊的每一場比賽，還有讓他去學校上課，學生跟老師們漸漸的習慣有詹姆士的存在，並且不在像以前一樣的排斥他。學校也開始讓詹姆士用廣播器向學生報告當天午餐的菜單，雖然每次的播報都引起學生跟老師們的大笑，但也因此越來越拉近詹姆士跟學生老師們之間的距離。有一天，強尼看到教練不在詹姆士旁邊，決定要整詹姆士。於是強尼騙詹姆士有一位女老師需要他的幫助，詹姆士豪不懷疑的前往，沒想到誤入女生的更衣室，並嚇到一群正在換衣服的女學生。事發以後，教練把叫到詹姆士球場去，並問他為什麼要去女生的更衣室，但是詹姆士卻沒把強尼的名字說出來。最後，教練從其他男學生的口中得知是強尼惡整詹姆士，於是教練把強尼叫到一旁，並告訴他以不準上場比賽做為處罰。之後，強尼被允許重新回到球場後，詹姆士送給強尼自己最喜歡的收音機，強尼因此不再討厭詹姆士。但是強尼的父親卻不這麼認為，他認為詹姆士會讓強尼跟其他球員分心而失去機會得到冠軍，所以常常要求校方要詹姆士不要來參加任何活動。教練為了詹姆士和要補償家人以前因為花太多時間在訓練球隊而無法與家人相處的時光，他決定辭掉橄欖球教練的職位。片尾詹姆士因教練的鼓勵而順利畢業。

## 演員
- 小古巴·古丁飾演詹姆士·羅伯特·無線電·甘迺迪。
- 艾德·哈里斯飾演教練哈爾瓊斯。
- 史·愛波薩摩克森飾演甘迺迪的媽媽。
- 愛爾菲伍達德飾演校長丹尼爾。
- 黛博拉·溫姬飾演琳達。
- 莎拉魯斯飾演瑪利海倫。
- 瑞理史密斯飾演強尼。
- 鵲理思摩克飾演凡克。
- 派崔克柏林飾演查克。

## 資料來源
1. ↑  .   [2010-01-13]. （原始内容存档于2010-12-25）.

## 外部連結
- 真情電波官方網站 （页面存档备份，存于）
- 互联网电影数据库（IMDb）上《真情電波》的资料（英文）
- 葛雷史密斯寫的"有個人可以倚靠"這篇在雜誌上發表的文章啟發了導演並決心拍攝真情電波這部電影 （页面存档备份，存于）
- 真情電波取自MoviePlaces.tv
- 關於真情電波這部電影的相關問題 （页面存档备份，存于）
- 真人真事教練與電波的官方網站 （页面存档备份，存于）
- TL漢娜中學為電波設置的個人介紹網頁 （页面存档备份，存于）